# Region Ziguinchor
Die Region Ziguinchor, die historisch und traditionell als „Basse (baja) Casamance“ bezeichnet wird, ist eine Region im Süden des Senegal mit der Hauptstadt Ziguinchor. Das Kfz-Kennzeichen der Region ist „ZG“.
Die Region Ziguinchor liegt zwischen dem Atlantischen Ozean im Westen und der Region Sédhiou im Osten sowie zwischen den Nachbarstaaten Gambia im Norden und Guinea-Bissau im Süden.

## Gliederung
Die Region Ziguinchor untergliedert sich in drei Départements:
- Bignona
- Oussouye
- Ziguinchor

Auf den nächsten Gliederungsebenen sind für 2013 acht Arrondissements, fünf Kommunen (Communes), 25 Landgemeinden (Communautés rurales) sowie etwa 502 Dörfer (Villages) zu nennen.